# الثروة الزراعية في العالم الإسلامي

عرض بعض الخضر

الثروة الزراعية في العالم الإسلامي تعد المورد الرئيسي لإنتاج الغذاء في العالم الإسلامي ويعمل بها حوالي 70% من سكان العالم الإسلامي حيث تمثل المركز الأول في دخل العديد من الدول الإسلامية.

## العوامل التي ساعدت على قيام الزراعة في العالم الإسلامي

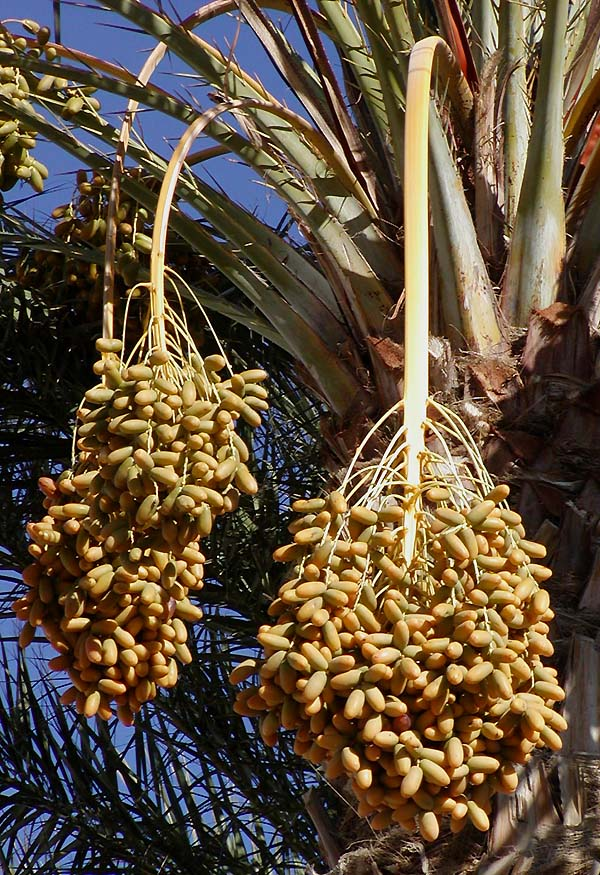
عثوق التمر

- التربة الخصبة
- المناخ
- سقوط الأمطار
- كثرة عدد السكان العاملين بها
- وجود البحيرات الداخلية
- وجود الإنهار
- وجود الأبار
- تنوع التضاريس

## أهمية الزراعة في العالم الإسلامي
- تحقق الأمن الغذائي لأكثر من 1.4 مليار نسمة فنسبة الاكتفاء الذاتي في دول العالم الإسلامي من المنتجات الزراعية متفاوتة (باكستان 95%، إندونيسيا 90% ،مصر48% ، الكويت 5% ،....).
- يسهم الإنتاج الزراعي بنصب كبير في الدخل القومي للعديد من دول العالم الإسلامي ( بنجلادش 65% ،إندونيسيا 44% ،...).
- تدخل العديد من المنتجات الزراعية كمادة خام صناعية ( المطاط، الجوت ،القطن ،قصب السكر،....).
- يستقطب قطاع الزراعة حوالي 70% من الايدي العاملة في العالم الإسلامي مما يقلل من انتشار البطالة في المجتماعات الإسلامية.
- السهول الفيضية
- الواحات الصحراوية
- السهول الداخلية
- المدرجات الجبلية

## أهم محاصيل الزراعة في العالم الإسلامي

### الحبوب[؟]

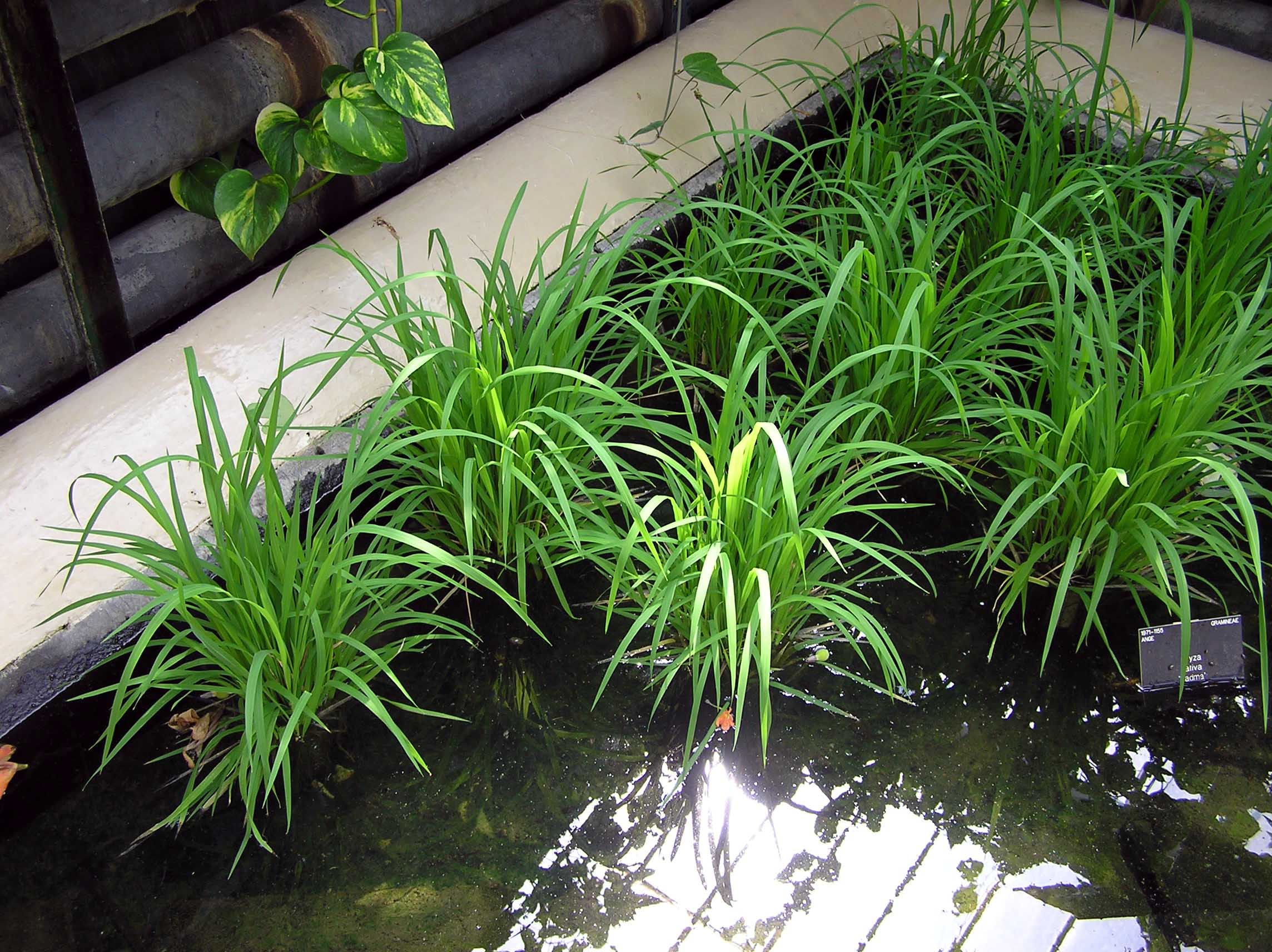
نبتة الأرز

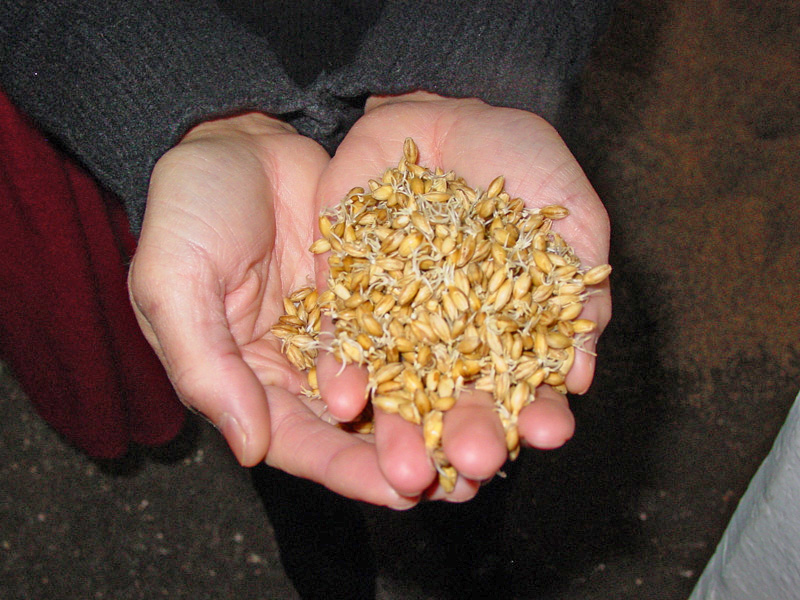
حبوب الشعير

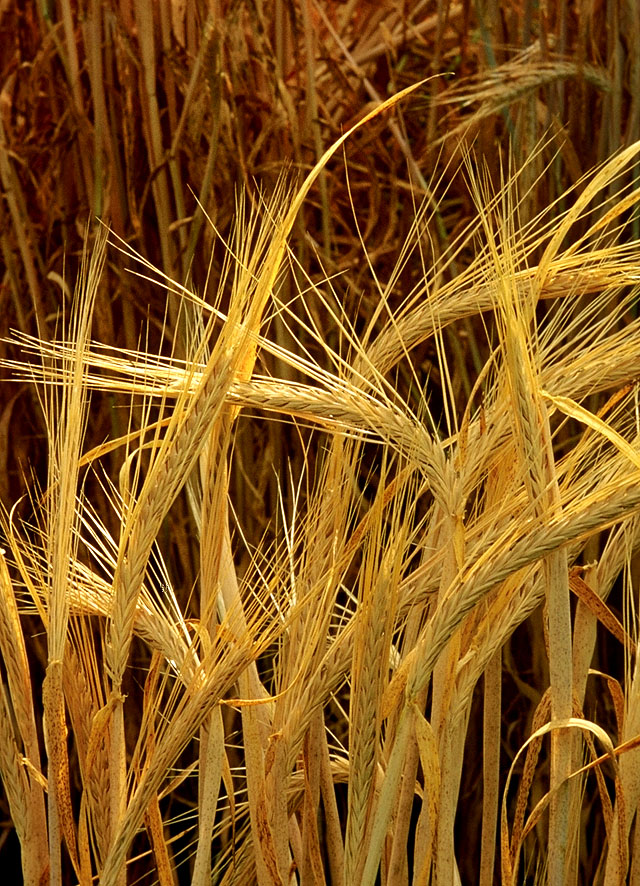
سنابل الشعير

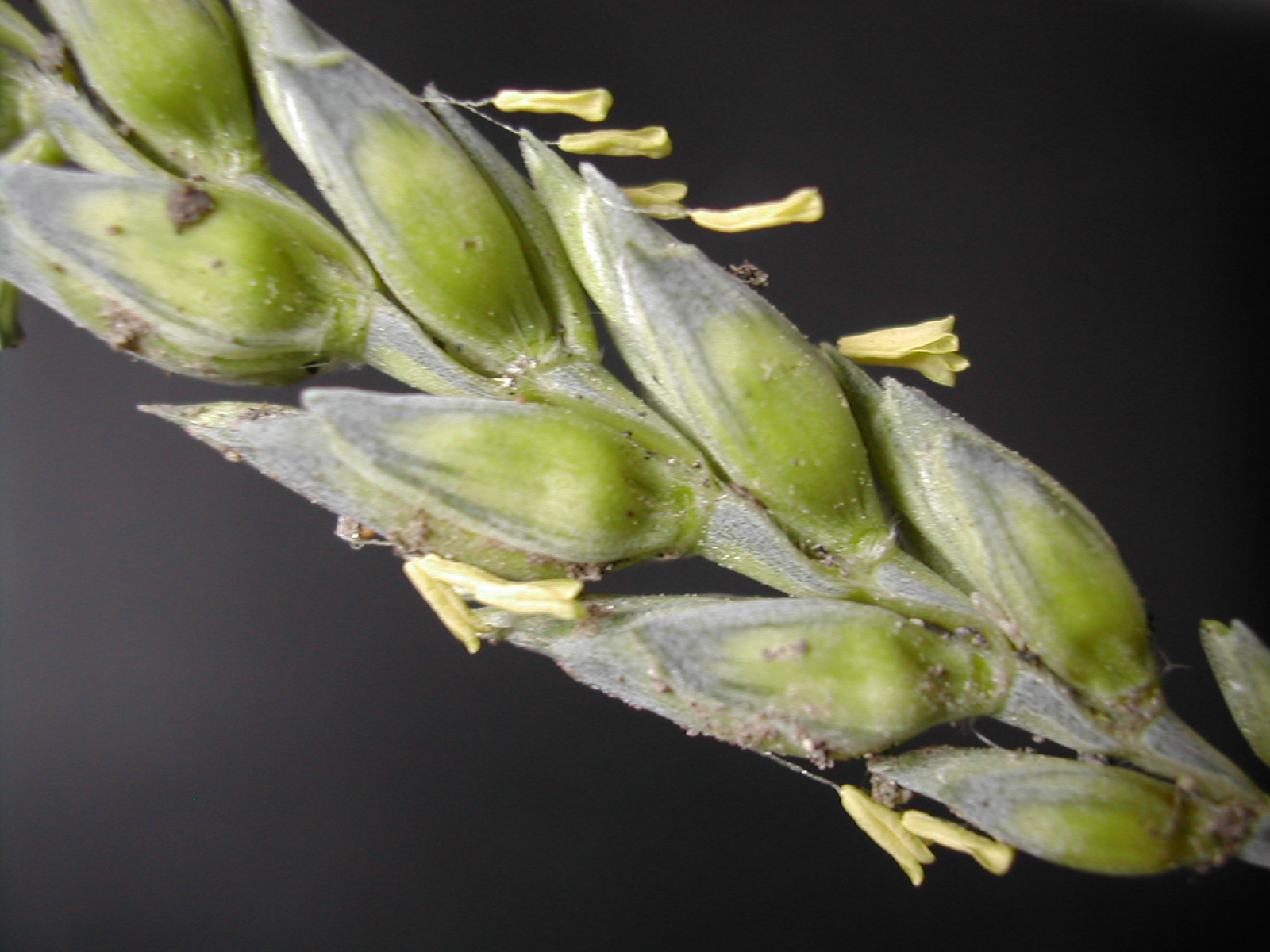
قمح

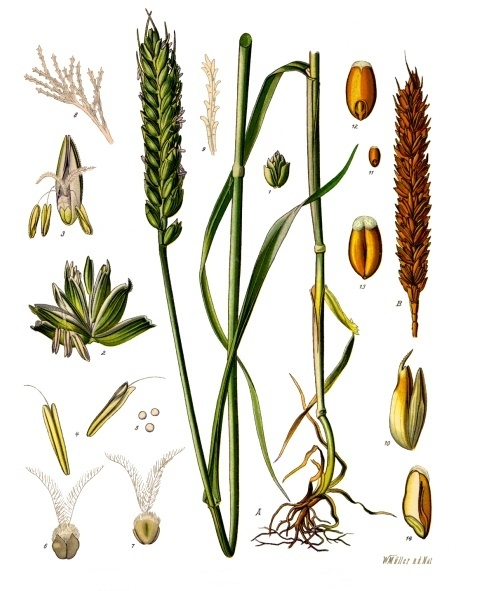
قمح

ينتج العالم الإسلامي حوالي 14% من إجمالي الإنتاج العالمي للحبوب الغذائية ومنها:
- - الأرز[ ؟ ].
  - القمح.
  - الذرة
  - الشعير.

كما تنتج محاصيل أخرى مثل : الدخن، العدس، الشوفان

### أهم الدول الإسلامية المنتجة للحبوب
| تسلسل | الدولة    |
| 1     | السودان   |
| 2     | تركيا     |
| 3     | باكستان   |
| 4     | كازاخستان |
| 5     | إندونيسيا |
| 6     | النيجر    |

### المحاصيل النقدية

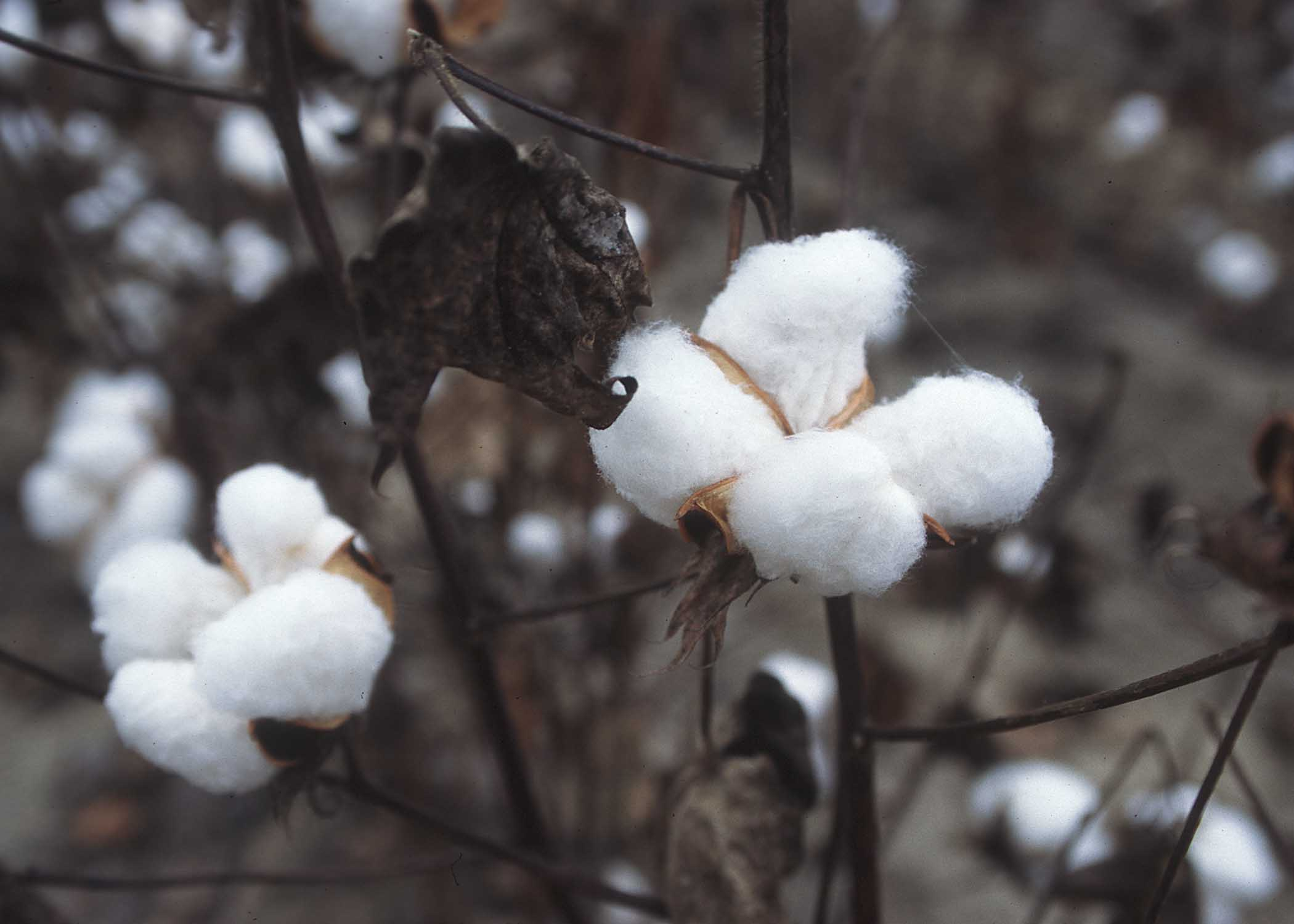
القطن

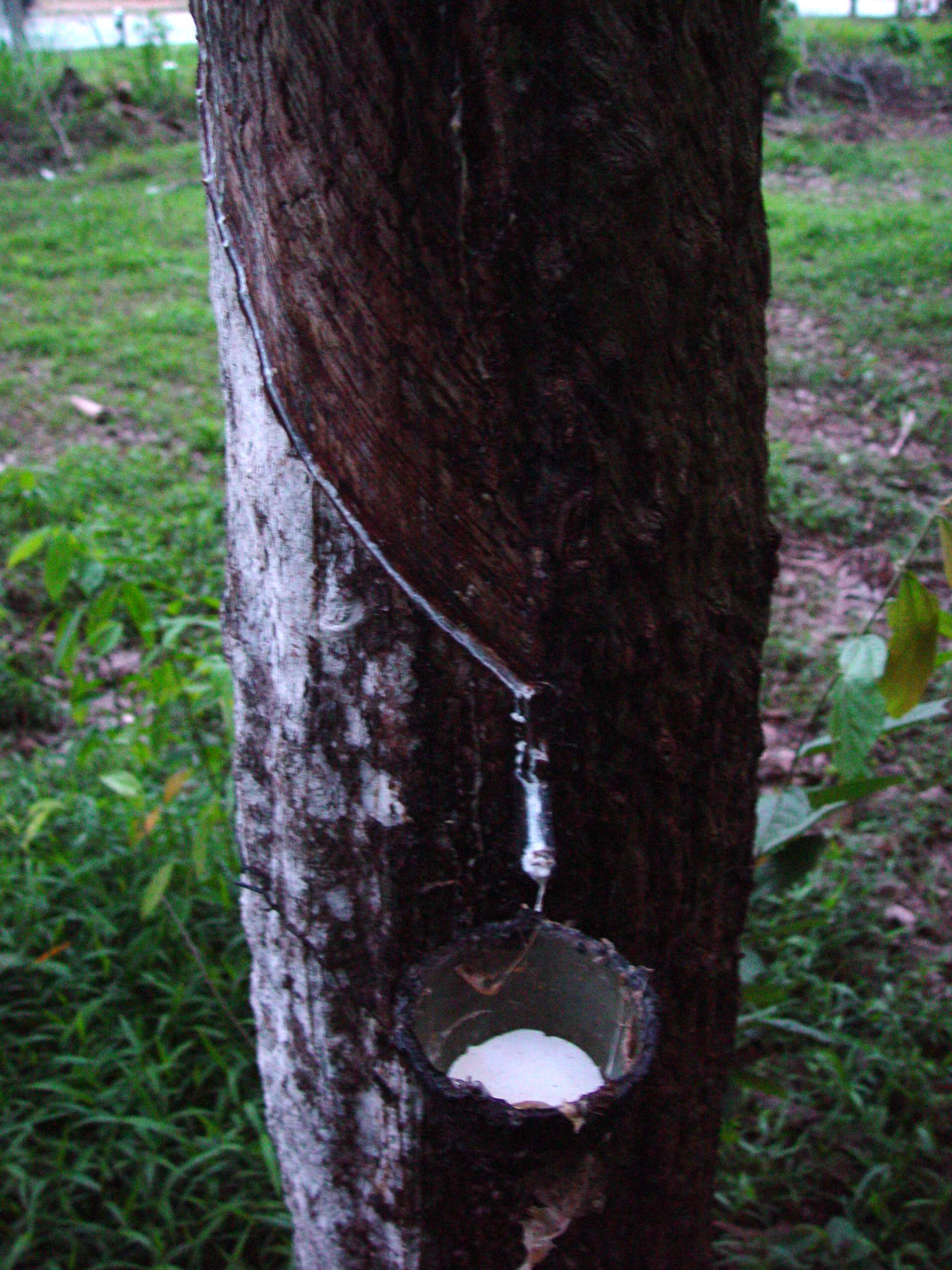
شجرة مطاط

ويقصد بها المحاصيل ذات القيمة الاقتصادية العالية التي تنتج من أجل تسويقها، واستغلالها اقتصاديا، وتدخل في الصناعة، وينتج العالم الإسلامي أنواعا مختلفة منها بنسبة 79% تقريبا مثل:القطن,المطاط,الجوت.
ويدخل ضمن هذه المحاصيل الناتجة عن الزراعة بطريقة غير مباشرة(الصوف والحرير)
أهم الدول الإسلامية المنتجة للمحاصيل النقدية
- أهم الدول الإسلامية المنتجة للقطن:

| تسلسل | الدولة    |
| 1     | باكستان   |
| 2     | تركيا     |
| 3     | فلسطين    |
| 4     | أفغانستان |
| 5     | السودان   |
| 6     | أوزبكستان |
| 7     | إيران     |
| 8     | جيبوتي    |
| 9     | سوريا     |

- أهم الدول الإسلامية المنتجة للجوت:

| تسلسل | الدولة    |
| 1     | كازاخستان |
| 2     | تركيا     |
| 3     | الجزائر   |
| 4     | موزمبيق   |
| 5     | بنغلاديش  |
| 6     | تونس      |
| 7     | سوريا     |
| 8     | المغرب    |
| 9     | أذربيجان  |

- أهم الدول الإسلامية المنتجة للمطاط:

| تسلسل | الدولة       |
| 1     | إندونيسيا    |
| 2     | السودان      |
| 3     | الكاميرون    |
| 4     | نيجيريا      |
| 5     | بوركينا فاسو |

### محاصيلالمنبهاتوالسكريات
يعد العالم الإسلامي من المناطق المهمة في العالم في إنتاج محاصيل المنبهات والسكريات
أهم الدول الإسلامية المنتجة لمحاصيل المنبهات والسكريات
| تسلسل | المحصول[ ؟ ] | أهم الدول المنتجة                          | إنتاج العالم الإسلامي (% من إنتاج العالم) |
| 1     | الكاكاو      | إندونيسيا- ماليزيا- نيجيريا- الكاميرون     | 57%                                       |
| 2     | البطيخ       | إندونيسيا- تركيا- إيران- بنغلاديش- تنزانيا | 17%                                       |
| 3     | البن         | إندونيسيا- الكاميرون- اليمن- إثيوبيا       | 13%                                       |
| 4     | التمور       | السعودية- مصر- الجزائر- العراق             | 65%                                       |
| 5     | قصب السكر    | إندونيسيا- مصر- بنغلاديش- السودان- باكستان | 11%                                       |
| 6     | البنجر       | إيران- تركيا- سوريا- المغرب                | 6%                                        |

### المحاصيل الأخرى
ينتج العالم الإسلامي محاصيل أخرى مثل:زيت النخيل,الزيتون,السمسم,جوز الهند,الفول السوداني,القرنفل,والفواكه:كالعنب والأناناس والموز والتفاح والمانجو والبرقوق والكمثرى والخوخ والحمضيات واللوز والبندق وبذور الكتان وبذور الخروع وبذرة دوار الشمس وكما ينتج الخضروات بأنواعها والبقول كالعدس والفول.
مع هذا لم يحقق العالم الإسلامي الاكتفاء الذاتي من المحاصيل الزراعية لأسباب أبرزها
- قلة المساحات المزروعة؛ حيث تبلغ جملة الأراضي الزراعية والقابلة للزراعة حوالي 15%
- اعتماد الزراعة في معظم دول العالم الإسلامي على الأمطار التي تختلف من عام إلى آخر (غير منتظمة)؛ مما يجعل الزراعة مذببة من سنة إلى أخرى
- الاعتماد على زراعة محصول واحد أو اثنين في كثير من الدول
- استخدام الأساليب التقليدية في الزراعة
- قلة الخبرة الزراعية
- الزحف الصحراوي على الأراضي الزراعية
- انتشار الآفات الزراعية.